# Dicranoweisia tortifolia
Dicranoweisia tortifolia är en bladmossart som beskrevs av Jean Édouard Gabriel Narcisse Paris 1896. Dicranoweisia tortifolia ingår i släktet snurrmossor, och familjen Dicranaceae. Inga underarter finns listade i Catalogue of Life.